# La Danse (film)
La Danse (fransk: La danse - Le ballet de l'Opéra de Paris) er en fransk dokumentarfilm instrueret af Frederick Wiseman fra 2009. 
Wiseman har installeret kameraer i hver en afkrog af den prestigefyldte parisiske ballet, der holder til i Opéra de Paris, men bag kulisserne lever danserne i et strengt hierarki, hvor træning går forud for alt andet, syerskerne presses til det yderste. Filmen følger produktionen af syv balletter.
Balletterne er:
- Genus (Wayne McGregor)
- La maison de Bernarda (Mats Ek)
- Le songe de Médée (Angelin Preljocaj)
- Paquita (Pierre Lacotte, efter Joseph Mazilier og Marius Petipa)
- Orpheus und Eurydike (Pina Bausch)
- Roméo et Juliette (Berlioz) (Sasha Waltz)
- Nøddeknækkeren (Rudolf Nureyev udgave)